# 리스 매클레너건
리스 조슈아 매클레너건(영어: Rhys Joshua McClenaghan, 영어 발음: /ˈɹiːs ˈʤɒʃ.(j)u‿ə ˈmə.klɛn.əɡ.ən/, 1999년 7월 21일~)은 아일랜드의 체조 선수로 주 종목은 안마이다. 2024년 하계 올림픽 남자 안마 부문에서 금메달을 획득하여 아일랜드 최초의 올림픽 체조 금메달리스트가 되었다. 또한 세계 선수권 대회 안마 부문에서 금메달 2개를 획득했다.